# Joris van der Matte
Joris van der Matte (eind dertiende - begin veertiende eeuw) was burgemeester van Brugge.

## Levensloop
Joris van der Matte was een rijke Brugse poorter, bekend als geldwisselaar en als wijnverkoper.
In de jaren twaalfhonderd negentig splitste de burgerij zich in Vlaanderen tussen aanhangers van de Franse koning (Leliaards) en de voorstanders van de Vlaamse graaf (Liebaards). Graaf Gewijde van Dampierre, na de banden met de Franse koning te hebben verbroken, trad in 1297 op tegen de Leliaards: zij werden gevangen genomen en hun goederen werden aangeslagen. Onder de aangehouden Bruggelingen bevond zich Joris van der Matte, die tot in 1298 gevangen bleef en 1000 pond losgeld betaalde aan de graaf om vrij te komen. Daarna zou hij zich bekeerd hebben tot het kamp dat de graaf ondersteunde. Hij behoorde in 1298 tot de poorters van de stad die het aangepaste reglement uitvaardigden voor de jaarlijkse vernieuwing van de burgemeesters, schepenen en thesauriers.
In Brugge vluchtten voor en in 1297 veel Leliaards naar Sint-Omaars: 107 poorters weken uit, sommigen met vrouw en kinderen, knechten en meiden, samen 317 personen. De vrouw van Joris van der Matte was ook gevlucht naar Sint-Omaars met de kinderen uit haar eerste huwelijk met de poorter van Ieper Michiel van Cassel.  
In 1302 leende Joris van der Matte de grootste som geld aan de opstandelingen of Liebaards, als nieuw bekeerde aanhanger van de graaf.
Hij werd burgemeester van Brugge in 1306-1307 en 1310-1311. In 1309-1310 was hij stadthesaurier.
Joris van der Matte werd vermeld als 'senior'. Er was ook een 'junior' met dezelfde naam en voornaam, waarschijnlijk zijn zoon, die schepen van Brugge werd in 1313. In die periode werd ook een Hendrik van der Matte vermeld. Hij was in 1302 leider van een bende krijgers, bekend als de grisen frocken, die meevochten tegen de Fransen. In 1309 werd hij vermoord door Mattheus van der Ghote, die er vanaf kwam met het betalen van een zoengeld of boete.

## Bron
- Dirk VANDENAUWEELE, Schepenbank en schepenen te Brugge (1127-1384). Bijdrage tot de studie van een gewone stedelijke rechts- en bestuursinstelling, met lijst van Wetsvernieuwingen van 1211 tot 1357, doctoraatsverhandeling (onuitgegeven), Katholieke Universiteit Leuven, 1977.